# Hannah Washington
Hannah Washington (Los Angeles, 6 ottobre 1923 – Los Angeles, 15 gennaio 1990) è stata un'attrice statunitense, attiva come attrice bambina dal 1926 al 1935 (tra i 3 e i 12 anni d'età), una delle prime bambine afroamericane ad avere un ruolo di un qualche rilievo nel cinema di Hollywood.

## Biografia
Hannah Washington nasce a Los Angeles nel 1923. Sono gli anni della segregazione e ben poche opportunità si offrivano allora agli attori afroamericani, costretti a ruoli stereotipati ed umilianti. Specialmente per le bambine il modello esclusivo era quello di "Topsy", la piccola schiava de La capanna dello zio Tom (1853), personaggio che al di là delle buone intenzioni dell'autore abolizionista Harriet Beecher Stowe si era trasformato in una pietosa caricatura. Ad aumentare lo stereotipo contribuiva anche il fatto che ancora negli anni venti nelle rappresentazioni teatrali e cinematografiche de La capanna dello zio Tom, la parte di Topsy era di regola affidata ad un'attrice bianca in blackface.
Solo nel contesto molto particolare delle Simpatiche canaglie trovano un qualche spazio attori bambini afroamericani, come Ernest Morrison, Eugene Jackson, Allen Hoskins e le piccole Dorothy Morrison e Jannie Hoskins. L'enorme successo della serie genera prodotti di imitazione per i quali si richiede la presenza di altri bambini afroamericani, come i Berry Brothers, Jimmy Robinson e appunto Hannah Washington, che dopo il debutto nel cinema in alcuni piccole parte di scarso rilievo si fa conoscere nel 1927-28 nel ruolo di "Oatmeal" in 8 cortometraggi della serie The McDougall Kids. Anche nel nome ("Oatmeal") è evidente il richiamo allo stesso tipo di personaggio interpretato nelle Simpatiche Canaglie da Allen Hoskins ("Farina") e dalla sorellina Jannie Hoskins ("Mango").
Washington ha quindi un ruolo di primo piano come spalla del comico Billy Dooley nel cortometraggio A Gallant Gob (1928) e partecipa ad alcuni episodi di due serial cinematografici per ragazzi allora molto popolari: Mickey McGuire (1928) con Mickey Rooney, e Buster Brown (1928-29) con Arthur Trimble e Lois Hardwick.
In tutti questi film Washington interpreta sempre un ruolo fortemente stereotipato alla Topsy, anche se ironicamente quando prenderà parte ad una versione de La capanna dello zio Tom nel 1927 sarà semplicemente aggregata al cast dei bambini perché il ruolo di Topsy è ancora considerato troppo rilevante per essere assegnato ad un'interprete afroamericana (e tanto più ad una bambina) e si preferisce piuttosto affidarlo ad un'attrice adulta in blackface, Mona Ray.
Non ci sono altre parti che il cinema sappia riservarle. Nel 1933 la troviamo tra i gli indigeni dell'isola di King Kong. Nel 1935 ha finalmente una parte di maggior rilievo, ma non a caso è per interpretare una piccola schiava ("Sally Ann") che la padroncina Shirley Temple accoglie come propria compagna di giochi, ovvero esattamente il ruolo corrispondente a quello di Topsy nella versione edulcorata che ne La piccola ribelle si dà del mondo dei personaggi de La capanna dello zio Tom.
Termina così anche la carriera cinematografica di Hannah Washington. Occorrerà aspettare diversi decenni, e la lotta per i diritti civili, perché alla fine degli anni settanta due attrici bambine afroamericane, Janet Jackson e Kim Fields, si affermino con successo alla televisione per la prima volta in ruoli non stereotipati.

## Filmografia

### Cortometraggi
- The McDougall Kids, serial cinematografico - 8 episodi:

1. Big Pie Raid, regia di Stan De Lay (1927)
2. The Deuce (1927)
3. Animal Catchers, regia di Robert B. Wilcox (1927)
4. The Orphans, regia di Robert B. Wilcox (1927)
5. Spooks, regia di Robert B. Wilcox (1927)
6. Fowl Play, regia di Robert B. Wilcox (1928)
7. Bathing Beauty Babies, regia di Robert B. Wilcox (1928)
8. Kids, Cats and Cops (1928)

- Billy Dooley Comedies, serial cinematografico - un episodio:

1. A Gallant Gob, regia di Arvid E. Gillstrom (1928)

- Buster Brown, serial cinematografico - 2 episodi:

1. Busting Buster, regia di Sam Newfield (1928)
2. Knockoutr Buster, regia di Francis Corby (1929)

- Mickey McGuire, serial cinematografico - un episodio:

1. Mickey's Movies, regia di Earl Montgomery (1928)

### Lungometraggi
- Sea Horses, regia di Allan Dwan (1926)
- The Notorious Lady, regia di King Baggot (1927)
- La capanna dello zio Tom, regia di Harry A. Pollard (1927)
- King Kong, regia di Merian C. Cooper e Ernest B. Schoedsack (1933)
- La piccola ribelle (The Littlest Rebel), regia di David Butler (1935)